# Oogarts

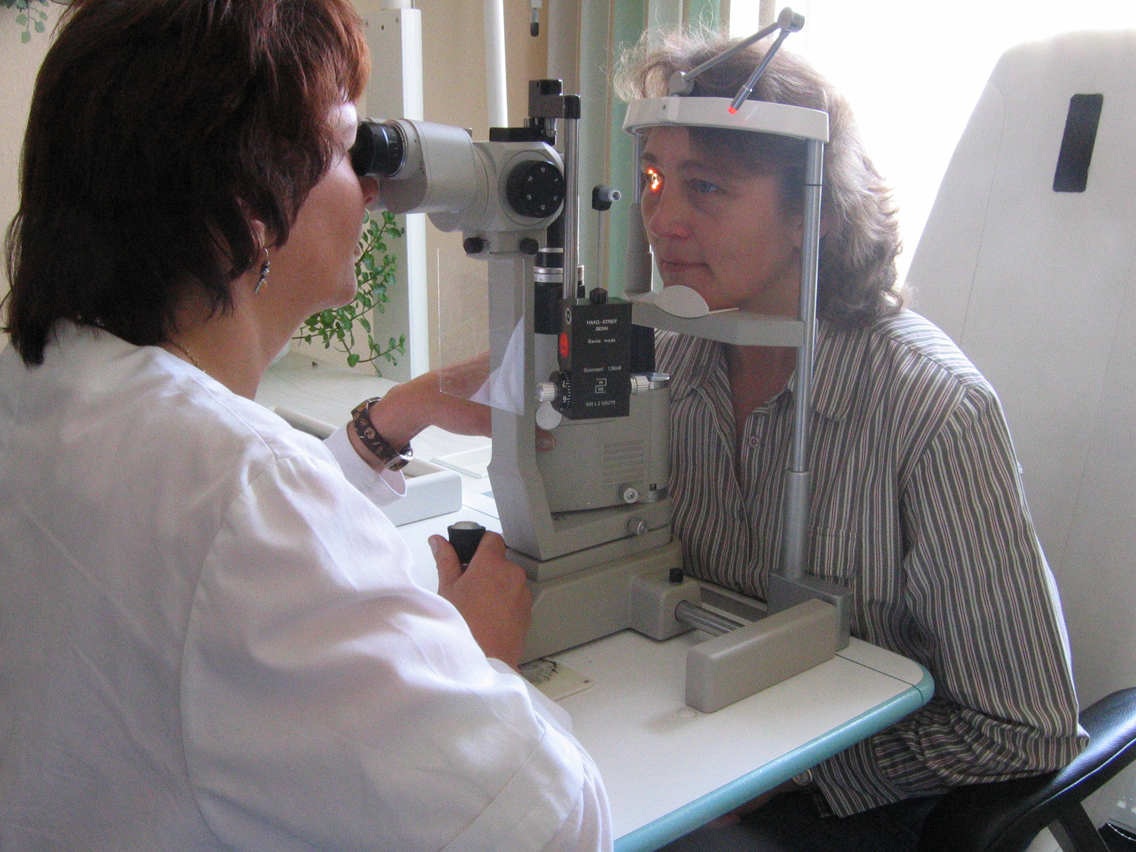
Spleetlamponderzoek door een oogarts

Een oogarts, oogdokter, oculist of oftalmoloog is een medisch specialist die de heelkunde van het oog oftewel de oogheelkunde beoefent.